# María Magdalena (série de televisão)
María Magdalena é uma série biográfica de televisão mexicana produzida pela Sony Pictures Television e Dopamine para TV Azteca. É um drama bíblico baseado na vida de Maria Madalena, e é estrelado por María Fernanda Yepes como personagem titular. A série foi escrita por Lina Uribe, Darío Vanegas e Jaqueline Vargas, e teve a produção executiva de Daniel Ucros e Juan Pablo Posada.

## Exibição
O início da produção foi confirmado em 30 de janeiro de 2018, e 60 episódios foram confirmados para a primeira temporada. Estreou primeiramente no Panamá pela TVN em 15 de outubro de 2018 e terminou em 1 de fevereiro de 2019. Foi exibido em Angola (às 20h) e Moçambique (às 21h) pela Zap Novelas entre 5 de dezembro de 2018 a 26 de fevereiro de 2019, substituindo Amor Eterno e sendo substituída por Amar a Morte.
Em Portugal, a série foi transmitida através da TVI, com o título "Maria Madalena", de segunda a sexta, ao início da tarde, no final do primeiro trimestre de 2019 e no início do segundo trimestre do mesmo ano, no espaço de emissão anteriormente dedicado à reposição da telenovela portuguesa Remédio Santo. A 17 de março de 2020 - durante o primeiro estado de emergência declarado pelo governo português devido à pandemia de COVID-19, que forçou vários canais televisivos portugueses a alterarem parte da sua programação -, volta a ser emitida pela estação portuguesa - desta vez ao fim da tarde, - terminando três dias depois, devido às fraquíssimas audiências. Neste horário, foi substituída pela reposição da série de verão da 7ª temporada de Morangos Com Açúcar (2010). A série voltou a ser reposta, desta vez na íntegra e de madrugada, na TVI, a partir do dia 22 de novembro de 2021. Maria Madalena passou na TVI dobrada em português brasileiro, algo muito pouco usual no canal desde o grande rebranding do mesmo, em setembro de 2000.  
Foi exibida no Brasil pela emissora governamental TV Brasil entre 20 de novembro de 2023 a 27 de janeiro de 2024 substituindo Os Imigrantes e sendo substituída por sua reprise.
Voltou a ser exibida novamente entre 29 de janeiro a 02 de março de 2024 ágora com capítulos duplos substituindo sua exibição original e sendo substituída pela novela turca Um Milagre.

## Elenco
- María Fernanda Yepes como María Magdalena
- Manolo Cardona como Jesús[11]
- Luis Roberto Guzmán como Cayo Valerio
- Jacqueline Arenal como Virgem Maria
- Andrés Parra como Pedro[2]
- Alejandro de Marino como Lázaro
- César Mora como Herodes Antipas
- Diana Lein como Herodíade
- Danielle Arciniegas como Salomé
- Francisco Vázquez como Barrabás